# Шеннон (Іллінойс)
Шеннон (англ. Shannon) — селище (англ. village) в США, в окрузі Керролл штату Іллінойс. Населення — 801 особа (2020).

## Географія
Шеннон розташований за координатами 42°9′9″ пн. ш. 89°44′24″ зх. д. / 42.15250° пн. ш. 89.74000° зх. д. (42.152437, -89.740138).  За даними Бюро перепису населення США в 2010 році селище мало площу 1,24 км², уся площа — суходіл.

## Демографія
Згідно з переписом 2010 року, у селищі мешкало 757 осіб у 321 домогосподарстві у складі 211 родини. Густота населення становила 610 осіб/км².  Було 357 помешкань (288/км²).
Расовий склад населення:
| - 98,3 % — білих - 0,4 % — корінних американців - 0,1 % — чорних або афроамериканців - 0,1 % — азіатів |

До двох чи більше рас належало 1,1 %. Частка іспаномовних становила 1,6 % від усіх жителів.
За віковим діапазоном населення розподілялося таким чином: 23,6 % — особи молодші 18 років, 57,1 % — особи у віці 18—64 років, 19,3 % — особи у віці 65 років та старші. Медіана віку мешканця становила 42,6 року. На 100 осіб жіночої статі у селищі припадало 96,6 чоловіків;  на 100 жінок у віці від 18 років та старших — 95,9 чоловіків також старших 18 років.
Середній дохід на одне домашнє господарство  становив 49 581 долар США (медіана — 40 938), а середній дохід на одну сім'ю — 62 920 доларів (медіана — 54 875). Медіана доходів становила 37 500 доларів для чоловіків та 27 778 доларів для жінок. За межею бідності перебувало 11,5 % осіб, у тому числі 26,9 % дітей у віці до 18 років та 5,3 % осіб у віці 65 років та старших.
Цивільне працевлаштоване населення становило 287 осіб. Основні галузі зайнятості: виробництво — 16,0 %, роздрібна торгівля — 14,6 %, освіта, охорона здоров'я та соціальна допомога — 14,3 %.